# Смит (остров, Антарктика)
Вижте пояснителната страница за други значения на Смит.
Смит (Бородино) (на английски: Smith Island) е четвъртият по големина остров в Южните Шетландски острови, разположени в крайната югозападна част на Атлантическия океан. Остров Смит се намира в крайната западна част на архипелага, като широкия 22,5 km проток Осмар го отделя от разположения южно от него остров Лоу, протока Бойд на североизток го отделя от остров Сноу. Дължина от североизток на югозапад 32 km, ширина до 8 km, площ 148 km². Бреговата му линия с дължина 72 km е слабо разчленена. Релефът е планински, като в централната му част се издига връх Фостър 2105 m, най-високата точка на целия архипелаг на Южните Шетландски острови.
Островът е открит или в края на 1819 или в началото на 1820 г. от американски ловци на тюлени и впоследствие е наименуван в чест на американския ловец на тюлени Уилям Смит, откривател на Южните Шетландски острови, а вероятно и негов откривател. На 27 януари 1821 г. островът е вторично открит от руската околосветска експедиция възглавявана от Фадей Белингсхаузен и е наименуван Бородино. Повечето от географските имена на острова са български, поради неговото първо подробно картографиране от Комисията по антарктическите наименования и Военно-географската служба през 2009.

## Карти
- Л. Иванов. Антарктика: Остров Ливингстън и острови Гринуич, Робърт, Сноу и Смит. Топографска карта в мащаб 1:120000. Троян: Фондация Манфред Вьорнер, 2009. ISBN 978-954-92032-4-0
- Antarctic Digital Database (ADD). Scale 1:250000 topographic map of Antarctica. Scientific Committee on Antarctic Research (SCAR). Since 1993, regularly upgraded and updated.